# Pampanito
Pampanito è un comune del Venezuela situato nello Stato di Trujillo.
Il capoluogo del comune è la città di Pampanito.